# Сергеј Овчиников
Сергеј Иванович Овчиников (рус. Сергей Иванович Овчинников; 10. новембар 1970, Москва) је руски фудбалски тренер и бивши фудбалер. Играо је на позицији голмана.

## Каријера
Играо је у млађим категоријама Динама из Москве. Започео је сениорску каријеру у Динаму из Сухумија, али је након годину дана прешао у Локомотиву из Москве. Године 1992. постао је стандардни првотимац Јурија Сјомина и остао први голман до његовог преласка у Бенфику 1997. године.
Године 2002, након што је играо за португалске клубове Бенфику, Алверку и Порто, Овчиников се вратио у Русију и бранио за Локомотиву. 
Одиграо је две утакмице за репрезентацију Русије на Европском првенству 2004, али је искључен у мечу против Португалије због играња руком ван шеснаестерца.
Године 2005. прешао је у Динамо из Москве. Динамо је 2006. године отпустио Овчиникова, након што је ушао у сукоб са судијом Игором Захаровим.
Након завршетка играчке каријере, био је тренер голмана у неколико клубова и репрезентацији Русије.

## Успеси

### Клупски
Локомотива Москва
- Премијер лига Русије (2): 2002, 2004.
- Куп Русије (2): 1996, 1997.
- Супер куп Русије (2): 2003, 2005.

### Индивидуалне награде
- Награда Лав Јашин "Голман године": 1994, 1995, 2002.